# Hafniu
Hafniul este un element chimic din categoria metalelor. Are numărul atomic 72 și simbolul chimic Hf.
Este un metal alb-argintiu similar titaniului, cu o mare capacitate de a absorbi neutroni. A fost descoperit de George de Hevesy și Dirk Coster în 1922.